# Márcio Araújo
Pour le footballeur brésilien, voir Márcio Araújo (football).
Pour les articles homonymes, voir Araújo (homonymie).
Márcio Henrique Barroso Araújo, né le 12 octobre 1973 à Fortaleza, est un joueur de beach-volley brésilien.

## Palmarès
- Jeux olympiques
  -  Médaille d'argent en 2008 à Pékin avec Fábio Luiz Magalhães

- Championnats du monde de beach-volley
  -  Médaille d'or en 2005 à Berlin avec Fábio Luiz Magalhães
  -  Médaille d'argent en 2011 à Rome avec Ricardo Santos
  -  Médaille de bronze en 2003 à Rio de Janeiro avec Benjamin Insfran